# Vlaams & Neutraal Ziekenfonds

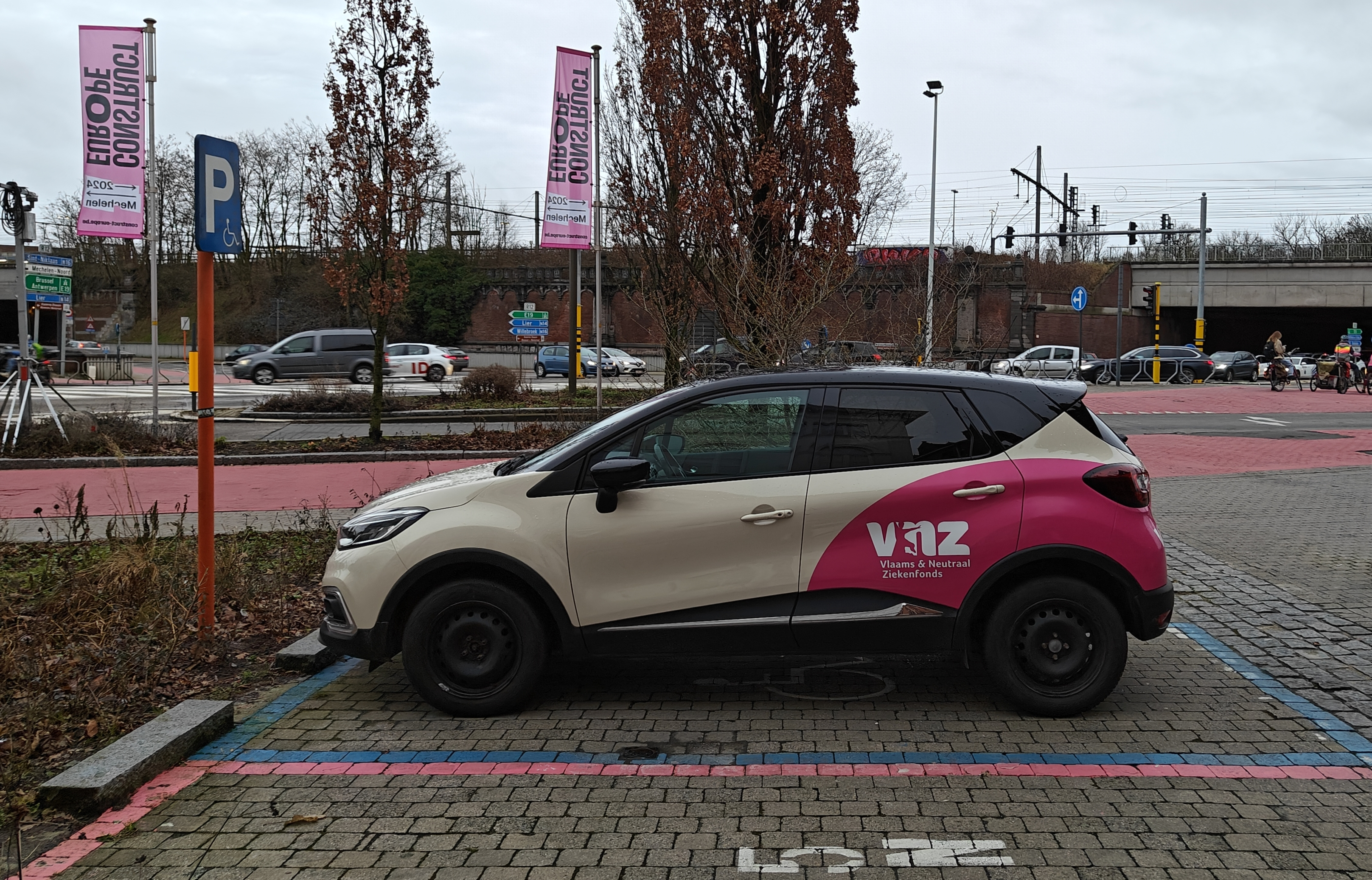
Auto van het Vlaams & Neutraal Ziekenfonds aan het hoofdkantoor te Mechelen

Het Vlaams & Neutraal Ziekenfonds (VNZ) is een Vlaamse mutualiteit. Het telt zo'n 125.000 leden en heeft zijn hoofdkantoor in Mechelen, aan het Hoogstratenplein. Het ziekenfonds is Vlaamsgezind, voor de communautarisering van de volledige ziekteverzekering, maar tegen de privatisering ervan.
In het verleden botste het Vlaams & Neutraal Ziekenfonds met de Controledienst van de Ziekenfondsen (CDZ) omwille van haar eis voor een Vlaamse sociale zekerheid. Dit conflict werd door een parlementaire onderzoekscommissie in het voordeel van het Vlaams & Neutraal Ziekenfonds beslecht.
Het Vlaams & Neutraal Ziekenfonds (ziekenfondsnummer 203, met hoofdzetel in Mechelen) dient niet verward te worden met het Neutraal Ziekenfonds Vlaanderen (ziekenfondsnummer 235, met hoofdzetel in Aalst). Beiden horen tot de Landsbond van de Neutrale Ziekenfondsen.